# 제8호 과학위성 덴마

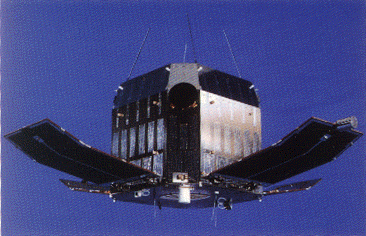
덴마

제8호 과학 위성 덴마(일본어: てんま, ASTRO-B)는 구 문부성(지금의 문부과학성) 우주 과학 연구소가 개발한 일본에서 두 번째 X선 천문 위성이다. 1983년 2월 20일에 가고시마현 우치노우라 정(지금의 기모쓰키정)에 있는 가고시마 우주공간 관측소에서 발사되었다. 이름은 페가수스의 일본 번역어인 텐마(天馬, 천마)에서 유래한다.